# Dólar de Trindade e Tobago

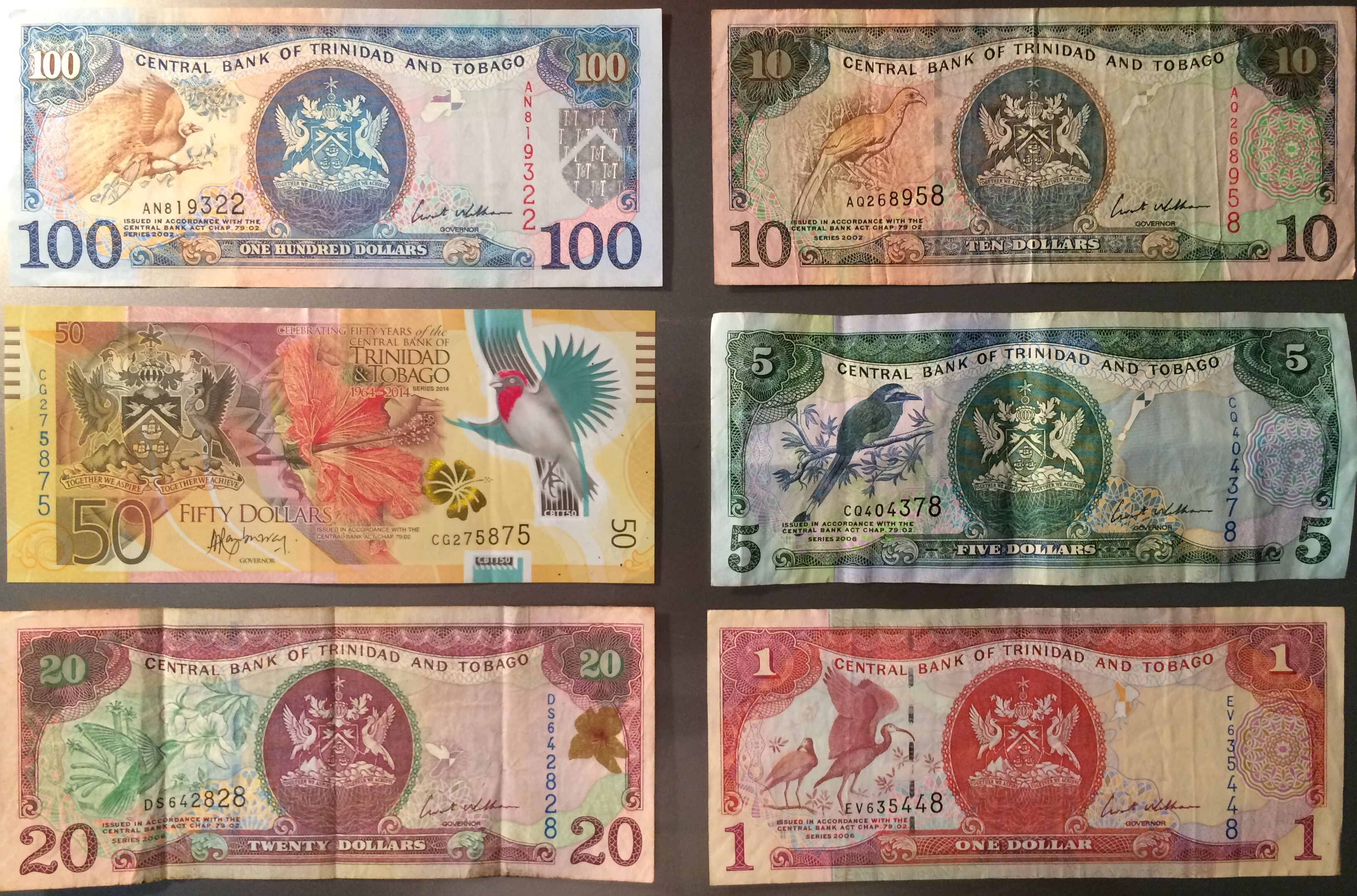
Exemplares de cédulas de dólar de Trindade e Tobago

O dólar de Trindade e Tobago ou de Trinidad e Tobago é a moeda oficial de Trindade e Tobago. É abreviado como $, ou TT$, para diferenciá-lo do dólar estadunidense e de outros tipos de dólar. O código ISO 4217 é TTD. Subdivide-se em 100 cêntimos.
O dólar de Trindade e Tobago foi estabelecido em 1964, em substituição ao dólar das Índias Britânicas Ocidentais, com uma paridade de 1 por 1.
É emitido pelo Banco Central de Trindade e Tobago (Central Bank of Trinidad and Tobago), e circulam moedas de 5, 10, 25 e 50 cêntimos, e notas de papel de 1, 5, 10, 20 e 100 dólares.